# Koudougou (departamento)
Koudougou é um departamento ou comuna da província de Boulkiemdé no Burkina Faso. A sua capital é a cidade de Koudougou.
Em 1 de julho de 2018 tinha uma população estimada em 188308 habitantes.